# Mad Decent
Mad Decent é uma gravadora fundada por Diplo. O selo tem ajudado a introduzir o baile funk brasileiro e o kuduro angolano em clubes ao redor do mundo.  Recentemente, tem popularizado moombahton, um gênero de música eletronica criada pelo DJ Dave Nada. O gênero no rótulo foi mais popularizado por Dillon Francis depois de colaborar com Diplo na faixa de Francis 2012 "Que Que". O selo também é conhecido por sua série de concertos em grandes cidades conhecidas como o Mad Decent Block Party.

## História
Mad Decent foi fundada em 2005 por Diplo. Em 2010, o selo mudou-se da Filadélfia para Los Angeles. Em 2011, anunciou o lançamento do rótulo de impressão Jeffrees como "uma saída para curar e promover a música nova que erra do lado experimental, de acordo com a missão original do rótulo". 
O rótulo ganhou mais atenção em 2012 e 2013, com o sucesso mundial do single "Harlem Shake" de Baauer, que foi viral no YouTube. 
Desde 2008, o selo criou o Mad Decent Block Party Tour em todo os Estados Unidos. Este festival que viajava pelo país começou em uma escala muito menor com simplesmente uma barraca alugada, tanque de dunk e churrasco em uma rua de Filadélfia. O evento está na linha com o conceito total do rótulo e o pop e música eletrônica. Os artistas em destaque nos eventos expandiram-se e tntraram na lista Mad Decent de artistas de alto perfil como Matt e Kim e Outkast. 
Para o Natal de 2013, o selo foi re-lançado com vários singles do rótulo misturado com canções de Natal. Estes foram compilados em um EP de oito faixas intitulado A Very Decent Christmas. Em 2016, a Mad Decent lançou um sub-rótulo, Good Enuff.

## Artistas
Informações retiradas do site oficial.
- 4B
- Ape Drums
- Bad Royale
- Big Fish
- BIG MAKK
- Boaz Van De Beatz
- Bonde do Rolê
- Boombox Cartel
- Brillz
- CMC$
- Diplo
- DJ Snake
- Daktyl
- Dillon Francis
- Dirty Audio
- FKi 1st
- Grandtheft
- Hasse de Moor
- Herobust
- Jackal
- Jack Ü
- Jauz
- Lady Bee
- LH4L
- Lido & Santell
- Liz
- Myrne
- Major Lazer
- Nymz
- NGHTMRE
- Party Favor
- Poppy
- Pyramid Scheme
- Ricky Remedy
- Rickyxsan
- Riff Raff
- Sak Noel
- Sean Paul
- Slander
- Sleepy Tom
- Slumberjack
- SpydaT.E.K
- The Frightnrs
- Tropkillaz
- TroyBoi
- Two Fresh
- Twrk
- Wax Motif
- White Gangster
- Wuki
- Yellow Claw
- Zeds Dead
- Ookay